# Quantico
Quantico er en by i Prince William County beliggende i Washington Metropolitan Area. Den er helt omgivet af Marine Corps Base Quantico på tre sider og Potomac-floden på den fjerde. Quantico er beliggende syd for udmundingen af Quantico Creek på Potomac. Byen har 578(2020) indbyggere.
Quantico er stedet for en af de største US Marine Corps baser i verden, (MCB Quantico). Basen er det sted, hvor Marine Corps Combat Development Command og HMX-1 (den præsidentielle helikopter eskadrille) ligger.
Det amerikanske Drug Enforcement Administration trænings akademi, FBI Academy, FBI Laboratory, og Naval Criminal Investigative Service hovedkvarter ligger på basen. En kopi af Marine Corps War Memorial står ved indgangen til basen. (Originalen står i den nordlige ende af Arlington National Cemetery.)
Fra 2008 er borgmesteren Iris Tharp. Der er også et byråd.

## Geografi
Quantico er på 38°31'19" North, 77°17'23" West (38.521871, −77.289757). Ifølge United States Census Bureau, Byen har et samlet areal på 0,1 square miles (0,3 km2), hvoraf, 0,1 square miles (0,3 km2) af det er jord, og ingen af områderne er dækket af vand.

### klima
Quantico har et fugtigt subtropisk klima (Köppens klimaklassifikation Cfa).

## Demografi
Som af tællingen  fra 2000, der er 561 mennesker, 295 husstande, og 107 familier, der bor i byen. Befolkningstætheden er 7,811.2 indbyggere pr kvadratkilometer (3,015.9 / km2). Der er 359 boliger med en gennemsnitlig tæthed på 4,998.6 pr square mile (1,930.0 / km2).

### Racemæssig sammensætning
Den racemæssige sammensætning er 51,32% hvide, 20,32% African American, 10,16% asiatisk, 5,53% spansk eller Latino, 0,36% Native American, 2,32% fra andre racer, og 5,53% fra to eller flere racer.